# بيثلم (فرجينيا الغربية)
بيثلم (بالإنجليزية: Bethlehem, West Virginia) هي قرية تقع في الولايات المتحدة في Ohio County. يقدر عدد سكانها بـ 2,499 نسمة ومساحتها 9.17 كم2 ووترتفع عن سطح البحر 380 متر.

## التركيبة السكانية
قام مكتب تعداد الولايات المتحدة بتحديد بيانات التركيبة السكانية لبيثلم في تعداد الولايات المتحدة. في ما يلي، التركيبة السكانية حسب تعدادي 2000 و2010.

### تعداد عام 2000
بلغ عدد سكان بيثلم 2,651 نسمة بحسب تعداد عام 2000، وبلغ عدد الأسر 1,127 أسرة وعدد العائلات 793 عائلة مقيمة في القرية. في حين سجلت الكثافة السكانية 751.2 نسمة لكل ميل مربع (290.0/كم2). وبلغ عدد الوحدات السكنية 1,169 وحدة بمتوسط كثافة قدره 331.2 نسمة لكل ميل مربع (127.9/كم2).
وتوزع التركيب العرقي للقرية بنسبة 96.57% من البيض و 0.08% من الأمريكيين الأصليين و 1.62% من الأمريكيين ذوي الأصول الآسيوية و 1.17% من الأمريكيين الأفارقة و 0.53% من عرقين مختلطين أو أكثر.
```
وبلغت نسبة 
الأزواج
 القاطنين مع بعضهم البعض 61.2% من أصل المجموع الكلي للأسر، ونسبة 7.1% من الأسر كان لديها معيلات من الإناث دون وجود شريك، وكانت نسبة 29.6% من غير العائلات. تألفت نسبة 26.4% من أصل جميع الأسر من أفراد ونسبة 13.0% كانوا يعيش معهم شخص وحيد يبلغ من العمر 65 عاماً فما فوق. وبلغ متوسط حجم الأسرة المعيشية 2.83، أما متوسط حجم العائلات فبلغ 2.35.
```

بلغ العمر الوسطي للسكان 43 عاماً. وكانت نسبة 21.6% من القاطنين تحت سن الثامنة عشر، وكانت نسبة 5.4% بين الثامنة عشر والأربعة وعشرون عاماً، ونسبة 26.6% كانت واقعةً في الفئة العمرية ما بين الخامسة والعشرون حتى والأربعة وأربعون عاماً، ونسبة 26.1% كانت ما بين الخامسة والأربعون حتى الرابعة والستون، ونسبة 20.3% كانت ضمن فئة الخامسة والستون عاماً فما فوق. يوجد لكل 100 أنثى 93.4 ذكر، ويوجد لكل 100 أنثى في الثامنة عشر من عمرها فما فوق 92.4 ذكر.
بلغ متوسط دخل الأسرة في القرية 43,802 دولار، أما متوسط دخل العائلة فبلغ 49,491 دولار. وكان متوسط دخل الذكور 37,850 دولار مقابل 25,750 دولار للإناث. وسجل دخل الفرد الخاص بالقرية 21,995 دولار. وكانت نسبة 0.5% من العائلات ونسبة 2.2% من السكان تحت خط الفقر، وكان من هؤلاء نسبة 1.2% تحت سن الثامنة عشر ونسبة 2.2% في الخامسة والستين من العمر وما فوق.

### تعداد عام 2010
بلغ عدد سكان بيثلم 2,499 نسمة بحسب تعداد عام 2010، وبلغ عدد الأسر 1,107 أسرة وعدد العائلات 735 عائلة مقيمة في القرية. في حين سجلت الكثافة السكانية 705.9 نسمة لكل ميل مربع (272.5/كم2). وبلغ عدد الوحدات السكنية 1,163 وحدة بمتوسط كثافة قدره 328.5 لكل ميل مربع (126.8/كم2).
وتوزع التركيب العرقي للقرية بنسبة 95.8% من البيض و 0.1% من الأمريكيين الأصليين و 1.5% من الأمريكيين ذوي الأصول الآسيوية و 1.1% من الأمريكيين الأفارقة و 1.2% من عرقين مختلطين أو أكثر.
بلغ عدد الأسر 1,107 أسرة كانت نسبة 25.9% منها لديها أطفال تحت سن الثامنة عشر تعيش معهم، وبلغت نسبة الأزواج القاطنين مع بعضهم البعض 53.2% من أصل المجموع الكلي للأسر، ونسبة 9.2% من الأسر كان لديها معيلات من الإناث دون وجود شريك، بينما كانت نسبة 4.0% من الأسر لديها معيلون من الذكور دون وجود شريكة وكانت نسبة 33.6% من غير العائلات. تألفت نسبة 28.6% من أصل جميع الأسر من أفراد ونسبة 12.3% كانوا يعيش معهم شخص وحيد يبلغ من العمر 65 عاماً فما فوق. وبلغ متوسط حجم الأسرة المعيشية 2.77، أما متوسط حجم العائلات فبلغ 2.26.
بلغ العمر الوسطي للسكان 47.2 عاماً. وكانت نسبة 19.1% من القاطنين تحت سن الثامنة عشر، وكانت نسبة 6.4% بين الثامنة عشر والأربعة وعشرون عاماً، ونسبة 21.6% كانت واقعةً في الفئة العمرية ما بين الخامسة والعشرون حتى والأربعة وأربعون عاماً، ونسبة 34% كانت ما بين الخامسة والأربعون حتى الرابعة والستون، ونسبة 19.1% كانت ضمن فئة الخامسة والستون عاماً فما فوق. وتوزع التركيب الجنسي للسكان بنسبة 48.4% ذكور و51.6% إناث.